# Шаленж де л'Есперанс
Шаленж де л'Есперанс (фр. Coupe de l'Espérance) — спортивна конкуренція регбі, яка розігрувалась у Франції і замінила національний чемпіонат під час Першої світової війни, так як багато гравців відправились на фронт. В основному команда складалась з молодих юнаків. Кубок було вручено чотири роки (1916—1919) і не зараховується як повний чемпіонський титул серед клубних нагород.
|                |                       |                |           |                            |               |
| Дата           | Чемпіон               | Фіналіст       | Результат | Стадіон                    | Вболівальники |
| 30 квітня 1916 | Тулуза                | Стад Франсе    | 8:0       | Парк де Пренс, Париж       |               |
| 29 квітня 1917 | Стад Нонте            | Тулуза         | 8:3       | Стад Сен-Жермен, Ле-Бускат |               |
| 28 квітня 1918 | Рейсінг Клаб де Франс | Гренобль       | 22:9      | Стад дю Матін, Коломб      | 3 000         |
| 4 квітня 1919  | Тарб                  | Авірон Байонне | 4:3       | Стад Сен-Жермен, Ле-Бускат |               |